# Peter Outzen Boisen (biskop)
Peter Outzen Boisen, född den 16 november 1762 i Emmerlev nära Tönder, död den 10 november 1831, var en dansk biskop.
Boisen blev 1787 präst i Vesterborg vid Nakskov och 1805 tillika biskop i Lolland-Falsters stift. Han var synnerligen nitisk för allmogens upplysning, inrättade 1802 i sin prästgård ett seminarium för folkskollärare, vilket vann stor ryktbarhet, och verkade som biskop företrädesvis för skolväsendets främjande.
År 1805 utgav han en avgjort rationalistisk Plan til en Forbedring af den offentlige Gudstjeneste, men den ogillades starkt både av Mynster, Grundtvig och H.G. Clausen samt var snart alldeles ute ur räkningen. Däremot behöll hans Andagtsbog (1820; 14:e upplagan 1893) länge allmogens gunst.
Boisen hade sex söner, bland dem Frederik Engelhardt Boisen och Peter Outzen Boisen, som alla blev präster med grundtvigsk inriktning.

## Utmärkelser
- Riddare av Dannebrogorden,  1809[4]
- Kommendör av Dannebrogorden,  1817[4]
- Dannebrogsmännens hederstecken,  1826[4]

[Redigera Wikidata]